# トビナトウヤ
トビナ トウヤ（1980年5月23日 - 2017年10月16日）は、日本の漫画家。東京都出身。主に白泉社の漫画雑誌『花とゆめ』、『ザ花とゆめ』で活動している。従姉妹に声優の友永朱音がいる。

## 来歴
- 2005年、「派遣学生」で第348回HMC努力賞を受賞。
- 2005年、「潔癖少年 完全装備」で第30回白泉社アテナ新人大賞の新人大賞を受賞。同作は花とゆめCOMICS『目指せ☆デビュー! -第30回白泉社アテナ新人大賞受賞作品集-』（2006年刊）に収録された。

## 主な作品

### 花とゆめCOMICS
- 潔癖少年 完全装備（既刊2巻、2007年刊）
- さらしあそび（全2巻、2009 - 2010年刊）
- JIUJIU -獣従-（全5巻、2009 - 2012年刊）
- ろっぱん!!（全3巻、原作：ハラダカケル、2012 - 2013年刊）
- 怪物番街の死神（全1巻、2015年刊）